# Polydora hornelli
Polydora hornelli är en ringmaskart som beskrevs av Willey 1905. Polydora hornelli ingår i släktet Polydora och familjen Spionidae. Inga underarter finns listade i Catalogue of Life.